# Sid Bass
Sid Richardson Bass (né le 9 avril 1942) est un investisseur et philanthrope milliardaire texan.

## Biographie
Sid Richardson Bass est né le 9 avril 1942. Son père, Perry Richardson Bass (en) (décédé en 2006), a construit une fortune pétrolière avec son oncle, Sid W. Richardson (en). En 1959, Richardson décède et laisse sa fortune à Perry Bass qui regroupe les différents actifs sous le nom Bass Brothers Enterprises. Sid Bass est diplômé de l'Université de Yale en 1965, et a également un diplôme de la Stanford Graduate School of Business.
Sid Bass prend le contrôle de l'entreprise familiale Bass Brothers en 1968. Ses investissements comprennent le pétrole et le gaz.
En 1969, Perry Bass prend sa retraite et se consacre à sa passion, la navigation laissant l'entreprise à son fils aîné âgé de 27 ans, Sid Bass. Sid s'associe avec ses trois frères Lee Bass (en), Ed Bass (en) et Robert Bass.
Sid Bass et ses frères développent l'entreprise qui devient un conglomérat de 4 milliards d'USD dans les années 1980 même si elle reste majoritairement orientée vers le pétrole et le gaz. Elle s'est diversifiée dans les biens immobiliers, les produits pétroliers et même l'arbitrage.
En 1981, la société est sur le devant de la scène à la suite d'une participation dans la société Marathon Oil Company qui est acheté par U.S. Steel en 1982, permettant à Bass de récolter plus de 100 millions d'USD. D'autres transactions suivent et Bass acquiert une réputation d'investisseur agressif cherchant les titres sous-évalués pour les revendre avec profit. Mais le groupe possède aussi des investissements à long terme comme Church's Chicken, 27 % de Prime Computer, la plupart initiée avant que la SEC oblige à les investisseurs à remplir un formulaire Schedule 13D (en) au-delà de 5 % (en 1979). L'entreprise n'ayant pas modifié ses participations depuis, elle n'a pas été tenue de remplir le formulaire.
En 1984, la Bass Brothers devient le principal actionnaire de la Walt Disney Company. La société le restera jusqu'après le krach boursier de 2001, contrainte de vendre ses avoirs Disney à la suite d'un appel de marge.
En 2007, sa fortune est estimée à de 3 milliards de dollars américains.
En 2020, il est classé n ° 359 dans la liste Forbes 400 des personnes les plus riches d'Amérique .

## Philanthropie
Bass a fait don de 20 millions de dollars à l'Université de Yale pour l'étude des sciences humaines en 1990. En 2006, Bass et sa deuxième épouse, Mercedes Bass, ont fait un don de 25 millions de dollars au Metropolitan Opera, à l'époque le plus grand don individuel de l'histoire de l'entreprise.

## Vie privée
Sa première femme était Anne Hendricks Bass . Leur mariage a produit 2 filles, l'une étant l'auteur Hyatt Bass, et s'est terminé par un divorce en 1986. En 1988, Bass a épousé la mondaine iranienne Mercedes Bass (l'ancienne Mercedes Kellogg, née Mercedes Tavacoli). Ce mariage s'est terminé par un divorce en 2011, sans enfant,.